# Бабенцов Віктор Володимирович
Ві́ктор Володи́мирович Ба́бенцов (також у джерелах Бабінцев, Бабинцев; 5 лютого 1921, Литвинівка — 23 лютого 2012, Київ) — український художник; член Спілки радянських художників України від 1956 року. Батько художниці Олени Бабенцової.

## Біографічні відомості
Народився 5 лютого 1921 року в селі Литвинівці (нині у складі міста Верхньодніпровська Дніпропетровської області, Україна). У 1938—1939 роках навчався в Дніпропетровському художньому училищі, був учнем Михайла Паніна.
Протягом 1939—1941 років служив у Червоній армії в Москві у Пролетарській дивізії. Учасник німецько-радянської війни. 1943 року став членом ВКП(б). Пройшов усю війну солдатом, закінчивши її старшим сержантом 1945 року в Німеччині, в містечку Барт.
У 1946—1952 роках навчався у Київському художньому інституті у Карпа Трохименка та Володимира Костецького. Дипломна робота — картина «Леся Українка» (Харківський художній музей).
Мешкав у Києві в будинку на провулку Івана Мар'яненка, № 14, квартира № 28. Помер у Києві 23 лютого 2012 року.

## Творчість
Працював в галузі станкового живопису і станкової графіки, створював жанрові картини, портрети та пейзажі. Серед робіт:
- «Проба сталі» (1951, у співавторстві з Давидом Шостаком; Національний художній музей України)[1].
- «Леся Українка» (1952, 1962);
- «Метробудівці» (1957);
- «Осіння путина» (1957);
- «Трудівники моря» (1959);
- «В науку» (1961);
- «На будівництві Дніпродзержинської ГЕС» (1963);
- «Спогади про Кармелюка» (1964);
- «Тарас Шевченко в Кам'янці-Подільському» (1964);
- «Однополчани» (1965);
- «Стояла я і слухала весну…» (1970);
- «Гурзуф. Море» (1970);
- «Париж. Набережна Сени вночі» (1970);
- «Осінній мотив» (1970);
- «Біля стіни комунарів» (1971);
- «Гурзуф. Біля будиночка Антона Чехова» (1972);
- «Брестська фортеця-герой» (1975);
- «Горобина» (1976);
- «На визволеній землі. Рік 1943» (1978);
- «Весна» (1980);
- «Крим» (1981);
- «Славутич» (1982);
- «Портрет матері» (1984);
- «Комісар 186-ї Брестської дивізії полковник П. Т. Кудрявцев» (1985);
- «Бронебійники» (1989);
- «Морський краєвид» (1991);
- «Квітучий мигдаль» (1991);
- «На площі Сан Марко. Венеція» (1997);
- «Причал» (2000).

Автор низки графічних портретів (туш, перо).
Від 1951 року брав участь у всесоюзних і республіканських художніх виставках. Учасник зарубіжних виставок в Японії у 1974—1976 роках, Фінляндії у 1977 році, Болгарії у 1984 році. Персональні виставки відбулись у 1982 році в Херсонському художньому музеї, Дніпропетровському художньому музеї, Виставковій залі Спілки художників України у Києві; у 2009 році «Скарби моєї спадщини» та у 2011 році Ювілейна виставка з нагоди 90-річчя у Київському музеї російського мистецтва.
Крім вище згаданих музеїв, картини художника зберігаються у Дніпровському, Донецькому, Черкаському, Бердянському, Херсонському, Севастопольському художніх музеях, Музеї Лесі Українки у Києві, Кам'янець-Подільському і Корсунь-Шевченківському історичних музеях, Національному музеї історії України, Хмельницькому і Новомосковському краєзнавчих музеях, а також у приватних колекціях Англії, Болгарії, Італії, Канади, Німеччини, Польщі, США, України, Фінляндії, Франції, Японії.

## Відзнаки
Нагороджений
- орденами Червоної Зірки (22 лютого 1945), Вітчизняної війни II ступеня (1985), Дружби народів (1986);
- медалями «За бойові заслуги» (1943), «За перемогу над Німеччиною у Великій Вітчизняній війні» (1945), «За визволення Варшави» (1945);

Почесні звання
- Заслужений діяч мистецтв УРСР з 1977 року;
- Народний художник України з 2004 року[3].